# Contea di Knox (Ohio)
La contea di Knox (in inglese Knox County) è una contea dello Stato dell'Ohio, negli Stati Uniti. La popolazione al censimento del 2000 era di 54 500 abitanti. Il capoluogo di contea è Mount Vernon.